# Serra de Vallalta
La Serra de Vallalta és una serra situada al municipi de Dosrius a la comarca del Maresme, amb una elevació màxima de 424,8 metres.